# Avicularia guyana
Avicularia guyana är en spindelart som först beskrevs av Simon 1892.  Avicularia guyana ingår i släktet Avicularia och familjen fågelspindlar.
Artens utbredningsområde är Guyana. Inga underarter finns listade.